# اندری اوبرامکو
اندری اوبرامکو (اوکراینی: Андрій Олександрович Оберемко؛ زادهٔ ۸ مارس ۱۹۸۴) بازیکن فوتبال اهل اوکراین است.
از باشگاه‌هایی که در آن بازی کرده‌است می‌توان به باشگاه فوتبال کریفباس کریفیی ریه، باشگاه فوتبال متالورگ زاپروژیا، باشگاه فوتبال ماریوپول، باشگاه فوتبال متالیست خارکوف، باشگاه فوتبال دینامو کی‌یف، و باشگاه فوتبال فورسکلا پولتاوا اشاره کرد.
وی همچنین در تیم ملی فوتبال زیر ۲۱ سال اوکراین بازی کرده‌است.